# Salvador (film)
Salvador är en amerikansk film från 1986 i regi av Oliver Stone. Stone har även skrivit manuset tillsammans med Rick Boyle.
Filmen hade premiär i USA den 5 mars 1986.

## Handling
Salvador handlar om två misslyckade journalister (spelade av James Woods och Jim Belushi) som flyr ifrån USA i sin gamla amerikanska bil i början av 1980-talet. De tar sig till El Salvador för att rapportera om landets militärkupp och dess följder. Väl där blir de inblandade i många farliga situationer.
Element i handlingen, som morden på en grupp amerikanska nunnor, påminner om verkliga händelser under inbördeskriget i El Salvador.

## Priser och utmärkelser
Filmen nominerades till två oscarstatyetter: bästa huvudroll (Woods) respektive bästa manus (Stone och Boyle). 

## Mottagande i Sverige
Flera dagstidningars recensenter var mycket positiva till filmen. Filmen var tillåten från 15 år och distribuerades av Rosenbergs filmbyrå som under 1980-talet sällan hade storsäljande biograffilmer.

## Rollista (urval)
- James Woods – Richard Boyle
- Jim Belushi – Doctor Rock
- Michael Murphy – Ambassador Thomas Kelly
- John Savage – John Cassady